# Stenidia
Stenidia is een geslacht van kevers uit de familie van de loopkevers (Carabidae). De wetenschappelijke naam van het geslacht is voor het eerst geldig gepubliceerd in 1834 door Brulle.

## Soorten
Het geslacht Stenidia omvat de volgende soorten:
- Stenidia abdominalis Chaudoir, 1862
- Stenidia angulata Liebke, 1933
- Stenidia angusta Peringuey, 1896
- Stenidia approximans Barker, 1919
- Stenidia bicolor Alluaud, 1936
- Stenidia blanda LaFerte-Senectere, 1849
- Stenidia corusca LaFerte-Senectere, 1849
- Stenidia edwardsii Castelnau, 1843
- Stenidia elegantula Peringuey, 1896
- Stenidia fraterna Peringuey, 1896
- Stenidia hovana Fairmaire, 1884
- Stenidia jucunda Peringuey, 1896
- Stenidia lenta Liebke, 1938
- Stenidia mareei Basilewsky, 1949
- Stenidia metallica Burgeon, 1937
- Stenidia nigricollis Basilewsky, 1970
- Stenidia quadricollis Chaudoir, 1872
- Stenidia rugicollis (Fairmaire, 1897)
- Stenidia spinipennis Putzeys, 1880
- Stenidia unicolor Brulle, 1834
- Stenidia viridis Liebke, 1933